# Kvinderådet
 Der er for få eller ingen kildehenvisninger i denne artikel, hvilket er et problem. Du kan hjælpe ved at angive troværdige kilder til de påstande, som fremføres i artiklen.

Kvinderådet, indtil 1999 Danske Kvinders Nationalråd, er en paraplyorganisation bestående af 49 medlemsorganisationer, bl.a. fagforeninger, politiske partier og kvinde- og menneskerettigheds organisationer. Kvinderådet arbejder aktivt for kvinders rettigheder med det formål at fremme ligestilling i samfundet, både i Danmark og internationalt. Kvinderådets aktiviteter knytter sig til tre arbejdsområder: Debat og videndeling, Politik og påvirkning og Internationalt samarbejde. Kvinderådet er repræsenteret i en lang række råd, nævn og udvalg, både nationalt og internationalt. Det Nationale Voldsobservatorium, Mainstreamningsnetværket og den feministiske Talk Town Arkiveret 5. februar 2020 hos  Wayback Machine festival, hører under Kvinderådet.

## Formål og aktiviteter
Kvinderådets vision er et bæredygtigt samfund, hvor ligestilling er en grundlæggende værdi for demokratiet; Hvor alle mennesker har lige rettigheder og muligheder og lige vilkår politisk, socialt og økonomisk og fuldt ud udfolder deres frihed og potentiale. Kvinderådets mission er at arbejde for at forbedre kvinders rettigheder og vilkår med det formål at fremme ligestilling nationalt og internationalt.
Det gør Kvinderådet ved at:
- Påvirke og udfordre den politiske debat om ligestilling og kvinders rettigheder og vilkår.
- Koordinere krav fra medlemsorganisationerne og søge indflydelse gennem råd og udvalg.
- Afgive høringssvar og følge udviklingen i kvinders rettigheder og ligestilling i Danmark.
- Danne ramme om erfaringsudveksling, videndeling og netværk blandt medlemmerne
- Skabe en national – og lokal – debat om ligestilling og kvinders rettigheder og vilkår
- Repræsentere den danske kvindebevægelse internationalt og indgå partnerskaber, der kan fremme ligestilling på tværs af grænser.

## Historie
Kvinderådet blev grundlagt i 1899 og har i dag 49 organisationer som medlemmer. Tilsammen har medlemsorganisationerne over 1 mio. medlemmer. Medlemmerne tæller blandt andre: Venstre, Socialdemokratiet, FOA, 3F, HK, BUPL, IDA, Dansk Kvindesamfund, Danner, Sex&Samfund, Zonta, LOKK og De Grønne Pigespejdere.
Kvinderådet har gennem tiderne arbejdet på mange fronter, således fx i 1930'erne for gifte kvinders ret til at blive på arbejdsmarkedet. I årene efter 2. Verdenskrig gjorde Kvinderådet et stort arbejde for at få oprettet Forbrugerrådet og senere Ligestillingsrådet. Kvinderådet var aktive omkring ændring af Tronfølgeloven i 1953 og for retten til fri abort i 1973.
Internationalt har Kvinderådet især haft betydning under 1. Verdenskrig som forbindelsesled mellem nationalrådene i de krigsførende lande. Siden 1946 har rådet til FN udpeget den danske repræsentant for de særlige kvindeinteresser. Kvinderådet har fungeret som dansk koordinator ved FN's internationale kvindekonferencer og ved Nordisk Forum; første gang hhv. i Mexico 1975, i Oslo 1988 og i Malmø 2014.
Blandt grundlæggerne af Danske Kvinders Nationalråd var Eline Hansen, Ida Falbe-Hansen og Henni Forchhammer. En af de mest kendte forkvinder for Kvinderådet var Bodil Begtrup, som var forkvinde fra 1946-49. Bodil Begtrup kæmpede mod usynliggørelsen af kvinder - og sørgede for at sætte markante aftryk på verdenshistorien, hvor hun bl.a. fik ændret formuleringerne i menneskerettighedserklæringen, så det ikke hed "all men have the right to...", men i stedet blev "all" eller "everyone". Bodil Begtrup lykkedes med at få samlet landets husmoderforeninger i det, vi i dag kender som Forbrugerrådet. Ligeså var hun med til at starte Red Barnet i Danmark og Mødrehjælpen. Bodil Begtrup blev Danmarks første kvindelige ambassadør - først på Island og senere i Schweiz og Portugal.
Kvinderådets nuværende forkvinde er Maria Jose Landeira Østergård .